# Фрозиноне
Фрозиноне (итал. Frosinone) — коммуна в Италии, располагается в регионе Лацио, в провинции Фрозиноне.
Население составляет 48 250 человек (2008 г.), плотность населения составляет 1026,16 чел./км². Занимает площадь 47 км². Почтовый индекс — 3100. Телефонный код — 0775.
Покровителем коммуны почитается святой Сильверий, папа Римский, празднование 20 июня. В городе расположен собор Успения Девы Марии, воздвигнутый на месте древнеримского храма, посвящённого богу Марсу.

## Демография
Динамика населения:

## Администрация коммуны
- Официальный сайт: http://www.comune.frosinone.it/